# 1000 km di Suzuka
La 1000 km di Suzuka è una gara automobilistica di durata che si corre annualmente sul Circuito di Suzuka. Attualmente fa parte del calendario del Super GT giapponese.
La gara faceva parte all'inizio del All Japan Sports Prototype Championship e più tardi anche del World Sportscar Championship prima che questa serie venisse cancellata. Nel 2006, fu integrata per la prima volta nel calendario del Super GT giapponese.

## Albo d'oro
| Anno      | Piloti                                                   | Auto                      | Campionato                    | Durata        |
| --------- | -------------------------------------------------------- | ------------------------- | ----------------------------- | ------------- |
| 1966      | Sachio Fukuzawa Tomohiko Tsutsumi                        | Toyota 2000GT             |                               | 500 km        |
| 1967      | Shintaro Taki Kenjiro Tanaka                             | Porsche 906               |                               | 12 Ore        |
| 1968      | Sachio Fukuzawa Hiroshi Fushida                          | Toyota 7                  |                               | 1000 km       |
| 1969      | Tomohiko Tsutsumi Jiro Yoneyama                          | Porsche 906               |                               | 12 Ore        |
| 1970      | Kawakami Nishino Koji Fujita                             | Nissan Fairlady Z432      |                               | 1000 km       |
| 1971      | Yoshimasa Kawaguchi Hiroshi Fushida                      | Porsche 910               |                               | 1000 km       |
| 1972      | Harukuni Takahashi Kenichi Takeshita                     | Toyota Celica 1600GT-R    |                               | 1000 km       |
| 1973      | Kunimitsu Takahashi Kenji Tohira                         | Nissan Fairlady Z432R     |                               | 1000 km       |
| 1980      | Hironobu Tatsumi Naoki Nagasaka                          | March 75S-Mazda           |                               | 1000 km       |
| 1981      | Bob Wollek Henri Pescarolo                               | Porsche 935 K3            |                               | 1000 km       |
| 1982      | Naohiro Fujita Naoki Nagasaka                            | BMW M1                    |                               | 1000 km       |
| 1983      | Naohiro Fujita Vern Schuppan                             | Porsche 956               | JSPC                          | 1000 km       |
| 1984      | Kunimitsu Takahashi Kenji Takahashi Geoff Lees           | Porsche 956               | JSPC                          | 1000 km       |
| 1985      | Kunimitsu Takahashi Kenji Takahashi                      | Porsche 962C              | JSPC                          | 1000 km       |
| 1986      | Jiro Yoneyama Hideki Okada Tsunehisa Asai                | Porsche 956               | JSPC                          | 1000 km       |
| 1987      | Geoff Lees Masanori Sekiya Hitoshi Ogawa                 | Toyota 87C                | JSPC                          | 1000 km       |
| 1988      | Hideki Okada Stanley Dickens                             | Porsche 962C              | JSPC                          | 1000 km       |
| 1989      | Kunimitsu Takahashi Stanley Dickens                      | Porsche 962C              | JSPC                          | 1000 km       |
| 1990      | Kazuyoshi Hoshino Toshio Suzuki                          | Nissan R90CP              | JSPC                          | 1000 km       |
| 1991      | Roland Ratzenberger Pierre-Henri Raphanel Naoki Nagasaka | Toyota 91C-V              | JSPC                          | 1000 km       |
| 1992      | Derek Warwick Yannick Dalmas                             | Peugeot 905 Evo 1B        | WSC                           | 1000 km       |
| 1993      | Takao Wada Toshio Suzuki                                 | Nissan R92CP              | JGTC                          | 1000 km       |
| 1994      | Jean-Pierre Jarier Bob Wollek Jesus Pareja               | Porsche 911 Turbo S LM-GT | BPR GT                        | 1000 km       |
| 1995      | Ray Bellm Maurizio Sandro-Sala Masanori Sekiya           | McLaren F1 GTR            | BPR GT                        | 1000 km       |
| 1996      | Ray Bellm James Weaver JJ Lehto                          | McLaren F1 GTR            | BPR GT                        | 1000 km       |
| 1997      | Alessandro Nannini Marcel Tiemann                        | Mercedes-Benz CLK-GTR     | FIA GT                        | 1000 km       |
| 1998      | Bernd Schneider Mark Webber                              | Mercedes-Benz CLK LM      | FIA GT                        | 1000 km       |
| 1999      | Osamu Nakako Ryo Michigami Katsutomo Kaneishi            | Honda NSX GT500           |                               | 1000 km       |
| 2000      | Juichi Wakisaka Katsutomo Kaneishi Daisuke Itoh          | Honda NSX GT500           |                               | 1000 km       |
| 2001      | Hironori Takeuchi Yuji Tachikawa Shigekazu Wakisaka      | Toyota Supra GT500        |                               | 1000 km       |
| 2002      | Juichi Wakisaka Akira Iida Shigekazu Wakisaka            | Toyota Supra GT500        |                               | 1000 km       |
| 2003      | Ryo Michigami Sébastien Philippe                         | Honda NSX GT500           |                               | 1000 km       |
| 2004      | Ryo Michigami Sébastien Philippe Daisuke Itoh            | Honda NSX GT500           |                               | 1000 km       |
| 2005      | André Couto Ronnie Quintarelli Hayanari Shimoda          | Toyota Supra GT500        |                               | 1000 km       |
| 2006      | Benoît Tréluyer Kazuki Hoshino Jérémie Dufour            | Nissan Fairlady Z GT500   | Super GT                      | 1000 km       |
| 2007      | André Lotterer Juichi Wakisaka Oliver Jarvis             | Lexus SC430 GT500         | Super GT                      | 1000 km       |
| 2008      | Tsugio Matsuda Sébastien Philippe                        | Nissan GT-R GT500         | Super GT                      | 1000 km       |
| 2009      | Hiroaki Ishiura Kazuya Oshima                            | Lexus SC430 GT500         | Super GT                      | 700 km        |
| 2010      | Ralph Firman Yuji Ide Takashi Kobayashi                  | Honda HSV-010 GT GT500    | Super GT                      | 700 km        |
| 2011      | Takashi Kogure Loïc Duval                                | Honda HSV-010 GT GT500    | Super GT                      | 500 km        |
| 2012      | Masataka Yanagida Ronnie Quintarelli                     | Nissan GT-R GT500         | Super GT                      | 1000 km       |
| 2013      | Frédéric Makowiecki Naoki Yamamoto                       | Honda HSV-010 GT GT500    | Super GT                      | 1000 km       |
| 2014      | Kazuki Nakajima James Rossiter                           | Lexus RC F GT500          | Super GT                      | 1000 km       |
| 2015      | Daisuke Ito James Rossiter                               | Lexus RC F GT500          | Super GT                      | 1000 km       |
| 2016      | Yuji Tachikawa Hiroaki Ishiura                           | Lexus RC F GT500          | Super GT                      | 1000 km       |
| 2017      | Bertrand Baguette Kosuke Matsuura                        | Honda NSX GT500           | Super GT                      | 1000 km       |
| 2018      | Maro Engel Raffaele Marciello Tristan Vautier            | Mercedes-AMG GT3          | Intercontinental GT Challenge | 10 ore        |
| 2019      | Kelvin van der Linde Dries Vanthoor Frédéric Vervisch    | Audi R8 LMS Evo           | Intercontinental GT Challenge | 10 ore        |
| 2020-2024 | Non disputata                                            | Non disputata             | Non disputata                 | Non disputata |